# John Michael Montias
John Michael Montias (Párizs, 1928. október 3. – Branford, Connecticut 2005. július 26.) francia származású amerikai közgazdász és művészettörténész. A holland aranykor gazdaságtörténetével foglalkozott.

## Élete
Párizsban született, szülei Santiago Montias és Giselle de la Maisoneuve voltak. Zsidó családból származtak, így a második világháború kezdetén az Egyesült Államokba vándoroltak.
A Columbia Egyetemen tanult, ahol 1958-ban a szovjet blokk gazdaságából szerzett PhD-fokozatot. Majd a Yale Egyetemen tanított közgazdaságtant. A lengyel és román gazdaságról publikált tanulmányokat, majd 1977-ben a gazdasági rendszerek szerkezetéről egy könyvet.
Az 1970-es évek közepén érdeklődése a gazdaságtanról a 17. századi holland festészetre, a holland festészet aranykorára terelődött. Ez a terület már egyetemista kora óta érdekelte. Első cikke ebben a témában a Delfti festők, 1613-1680 volt, a Simiolus című folyóirat 1978-1979-es kiadásában jelent meg. Ez a kutatása később könyv méretűre duzzadt, Delfi festők és festőnők, a 17. század társadalom-gazdasági tanulmánya, 1982-ben adták ki.
Montias kutatásai Vermeer életével kapcsolatban is fontosak. 1989-ben Vermeer és környezete címmel publikált egy könyvet, melyben említi, hogy új iratokat talált Pieter van Ruijvenről, Jacob Dissiusról és Hendrick van Buijtenról, Vermeer műveinek legjelentősebb gyűjtőiről. Vermeer anyósára, Maria Thinsre koncentrált, amikor felfedezte, hogy Vermeer az ő házába költözött.
A 17. századi árverésekről az 1980-as évek elején kezdett el kutakodni az amszterdami archívumokban. 1986-ban a Getty Art History Information Programtól (ma: Getty Kutatóintézet) kapott ösztöndíjat.